# Carolien Glebbeek
Carolien Glebbeek (* 12. April 1973) ist eine niederländische Badmintonspielerin.

## Karriere
Carolien Glebbeek nahm 1995 und 1997 an den Badminton-Weltmeisterschaften und 1998 an der Endrunde des Uber Cups teil. In den Niederlanden wurde sie 2002 nationale Meisterin. 1998 siegte sie bei den Austrian International.

## Sportliche Erfolge
| Saison | Veranstaltung                      | Disziplin   | Platz | Name                                 |
| ------ | ---------------------------------- | ----------- | ----- | ------------------------------------ |
| 1998   | Austrian International             | Dameneinzel | 1     | Carolien Glebbeek                    |
| 2002   | Niederlande: Einzelmeisterschaften | Damendoppel | 1     | Carolien Glebbeek / Martine Glebbeek |